# Катарина Джидрова
Катарина Костадинова Джидрова е българска просветна деятелка и революционерка, деятелка на Вътрешната македоно-одринска революционна организация.

## Биография
Родена е през 1878 година в град Щип, тогава в Османската империя, днес в Северна Македония, в семейството на Костадин и Тана Бояджиеви. Завършва трети клас в Щип и четвърти в Скопие, след което е назначена за българска екзархийска учителка в Ново село, Щипско. По това време в същото училище преподават Гоце Делчев, Васил Пасков, Христо Гюрков, Георги Дупков, Катерина Стойчева и други. Заклета е във ВМОРО и започва да пренася пушки в дома на Ване Шондев. Влиза в околийския градски комитет с председател Тодор Лазаров и в училищния революционен кръжок с учителите Пасков, Гюрков, Дупков и други. Изпълнява задачи на председателя на ВМОРО в Ново село Мите Хаджимишев, а през 1903 година събира дрехи за въстаниците като подготовка за Илинденско-Преображенското въстание. Участва в революционното движение като куриерка до Младотурската революция от 1908 година. Жени се за Христо Джидров.